# Laochang (socken i Kina, Sichuan)
Laochang (kinesiska: 老场乡, 老场) är en socken i Kina. Den ligger i provinsen Sichuan, i den sydvästra delen av landet, omkring 130 kilometer sydväst om provinshuvudstaden Chengdu. Antalet invånare är 6 049. Befolkningen består av 3 120 kvinnor och 2 929 män. Barn under 15 år utgör 21,0 %, vuxna 15-64 år 66 %, och äldre över 65 år 11,0 %.
Genomsnittlig årsnederbörd är 1 256 millimeter. Den regnigaste månaden är juli, med i genomsnitt 275 mm nederbörd, och den torraste är januari, med 10 mm nederbörd.